# ديلزة بريتونية

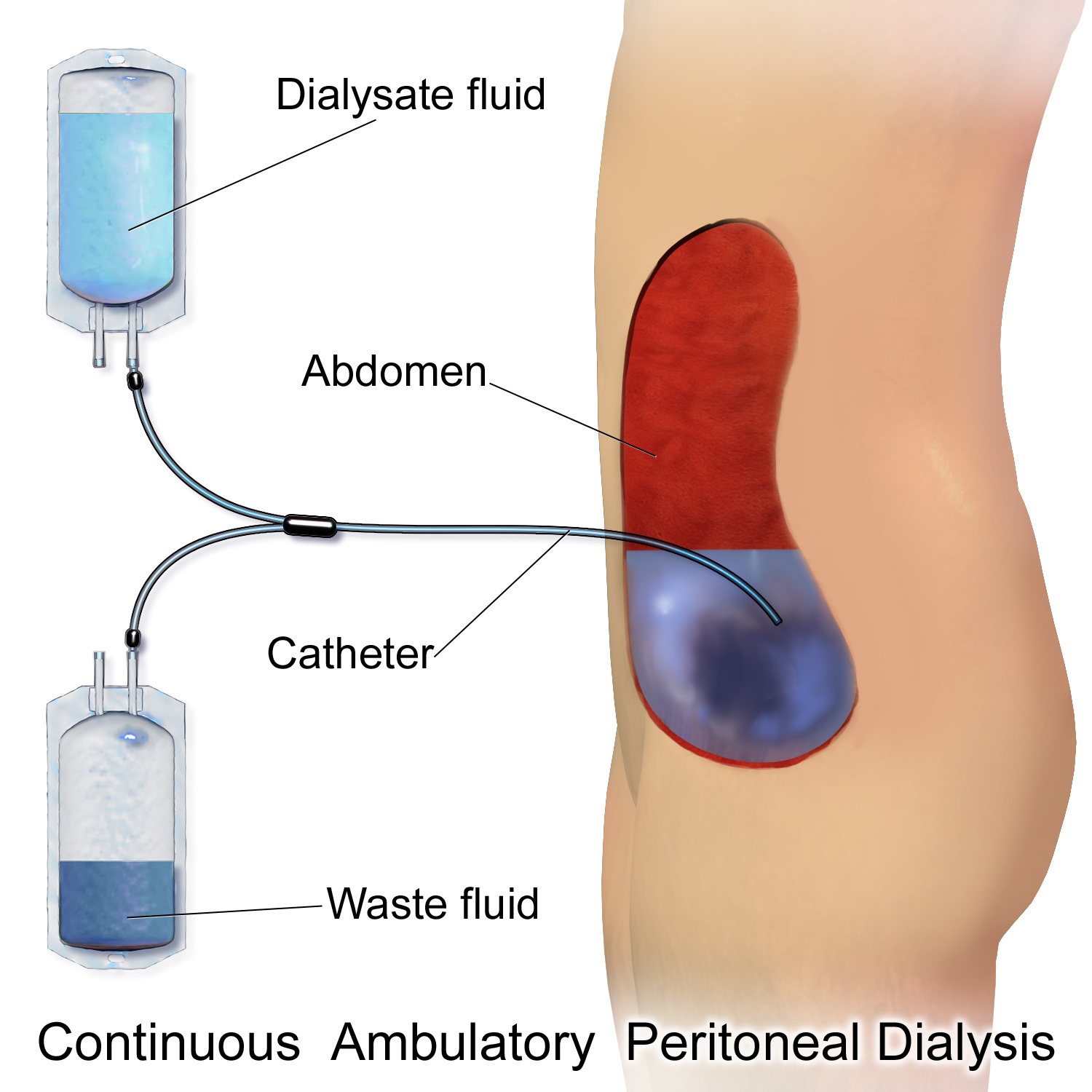
توضيح الغسل البريتوني المتنقل المستمر

الديال الصفاقي أو الديلزة الصفاقية أو الديلزة البريتونية إحدى الطرق المتبعة لعلاج مرضى الفشل الكلوي الحاد.

## طريقة

### الغسيل البريتوني المستمر المتنقل CAPD
يقوم المريض بإجراء هذا النوع من الغسيل في المنزل بشكل طبيعي حيث أنه لا يحتاج إلى أي أجهزة إضافية. وهناك عدة أنظمة لهذا النوع من الغسيل (دائما استشير الطبيب والتمريض عن أنسب الطرق لك) وأشهر هذه الأنظمة عبارة عن كيس يحتوي على محلول الغسيل البريتوني وكيس فارغ يتم توصيلهم بالقسطرة.
ويتم الاستبدال في كل مرة عن طريق تفريغ المحلول الذي تم استخدامه من تجويف بطن المريض إلى الكيس الفارغ وإدخال محلول جديد إلى داخل التجويف البريتوني وفي نهاية عملية الاستبدال تفصل هذه الأكياس من المريض. عند معظم المرضى تتم هذه العملية من 3-4 مرات في اليوم.
في جميع أنواع الغسيل البريتوني يجب إبقاء كل شيء بعيدا عن التلوث. ويمكن إجراء الغسيل البريتوني في أي مكان نظيف.
ويتطلب هذا النوع من الغسيل إجراء عملية بسيطة لوضع قسطرة عبر جدارالبطن. هذه القسطرة مهمة لعمل الغسيل ويمكن تثبيتها في جدار البطن تحت المخدر الموضعي. وللعلم فأن الغسيل البريتوني والغسيل بالدم متساويان من ناحية الكفاءة في التخلص من السموم.

## طريقة عمل الغسيل البريتوني
عن طريق القسطرة يتم إدخال سائل الغسيل البيريتوني مرتفع الضغط الاسموزي (كمحاليل السكر)إلى البطن ويفصل السائل عن الدم الغشاء البيريتوني المحيط بالأمعاء. و تتحرك السموم الضارة والسوائل الزائدة عن الحاجة من الدم باتجاه السائل البيريتوني نتيجة لاختلاف الضغط الاسموزيبين الدم والسائل ثم يتم سحب السائل البيريتوني من البطن واستبداله بآخر جديد.

## الحالات التي ينصح لها باستخدام الغسيل البريتوني
بصفه عامة، يعتبر الغسيل البريتوني العلاج الأمثل لأغلب مرضى الفشل الكلوي. تعتبر الحالات التالية الأكثر حاجة لاستخدام هذا النوع من الغسيل:
1. المرضى الذين يعانون من ضعف في عضلة القلب
2. المرضى الذين يعانون من انخفاض في ضغط الدم
3. مرضى قصور الشريان التاجي الشديد
4. مرضى السكر الشديد

## الحالات التي يمنع فيها الغسيل البريتوني
1. الاستسقاء ألبطني
2. الفتق ألبطني
3. بعض المرضى الذين خضعوا للعديد من العمليات التي تتطلب فتح البطن

ما هي أنواع الغسيل البريتوني==
1. الغسيل ألبطني المستمر يتم بواسطة تغيير سائل الغسيل البريتوني يدويا أربع مرات يومياً
2. الغسيل ألبطني الآلي يتم بواسطة تغيير سائل الغسيل البريتوني باستخدام جهاز للغسيل البريتوني أثناء النوم

## مميزات الغسيل البريتوني
1. سهولة الاستخدام
2. عدم الحاجة للحضور للمستشفى ثلاث مرات أسبوعيا كما هي الحال لمرضى غسيل الدم.
3. يلائم مرضى ضعف عضلة القلب أو انخفاض ضغط الدم.
4. ملائم للمرضى اللذين مايزالون يمارسون وظائفهم أو مازالوا في الدراسة.

## معرض صور

## سلبيات الغسيل البريتوني
1. التهاب الغشاء البريتوني البكتيري
2. الفتاق البطني